# Liberias flag
Liberias flag ligner USA's flag. Grunden til dette er at tidligere amerikanske slaver etablerede landet. USA og Liberia har et meget tæt samarbejde i en række sager. Liberias flag har også røde og hvide striber, samt en blå firkant i øverste venstre hjørne. Denne firkant indeholder en hvid stjerne. Før Liberias uafhængighed var det et hvidt græsk kors
De elleve striber symboliserer de elleve som skrev under på Liberias uafhængighedserklæring (26. juli 1847), rødt og hvidt repræsenterer mod og moralsk styrke. Den hvide stjerne symboliserer friheden til de tidligere slaver, den blå firkant repræsenterer det afrikanske fastland. 
Liberias flag kan ses på mange skibe omkring om i verden fordi Liberia tilbyder skibsregistrering under sit lands flag. Mange selskaber benytter sig af Liberias flag som bekvemmelighedsflag, dette for at undgå skatte og restriktioner i andre lande. Det antages at omkring 1600 skibe sejler under Liberias flag, noget som giver landet store indtægter. 
| Flag | Spire Denne artikel om flag eller vexillologi er en spire som bør udbygges. Du er velkommen til at hjælpe Wikipedia ved at udvide den. |